# Vsevolod Mihajlovič Abramovič
Vsevolod Mihajlovič Abramovič (rusko Все́волод Миха́йлович Абрамо́вич), ruski pilot in inženir, * 11. avgust 1890, Odesa, Ruski imperij (sedaj Ukrajina), † 24. april 1913, Johannisthal, Nemško cesarstvo (sedaj Nemčija).
Abramovič je leta 1912 postavil letalski rekord, ko je preletel razdaljo Berlin-Sankt Peterburg.